# Сараджев, Георгий Вардович
Гео́ргий Ва́рдович Сара́джев (арм. Գևորգ Վարդայի Սարաջյան; 15 сентября 1919, Москва — 4 мая 1986, Ереван) — советский и армянский пианист, педагог, композитор, профессор Ереванской консерватории (1966), заслуженный артист Армянской ССР (1953), заслуженный деятель искусств Армянской ССР (1974), один из создателей новой армянской фортепианной школы.

## Творческая биография
В 1942 году окончил Ленинградскую консерваторию по классу фортепиано профессора С. И. Савшинского.
С 1944 года преподавал в Ереванской консерватории; заведующий кафедрой специального фортепиано (с 1964), профессор (с 1966).
Автор «Школы игры на фортепиано» в 2-х томах (совм. с В. В. Умр-Шатом; Т. I — Ереван, 1973; Т. II. — Ереван, 1978).

## Избранные произведения
- Трио для скрипки, виолончели и фортепиано (1965).

Концертные переложения для 2-х фортепиано
- Соната для органа X. Кушнарева (совм. с Р. Андриасяном, 1963).
- Четыре песни Саят-Нова (1968).
- Органная пассакалия и фуга X. Кушнарева (совм. с Р. Андриасяном, 1969).

Для голоса и фортепиано
- Переложение оперы «Ануш» А. Тиграняна (совм. с Р. Андриасяном, 1954).

Для фортепиано
- Двенадцать пьес на армянские народные темы (1957).
- Двадцать пьес (1976).

Концертные обработки
- Два танца из балета «Анаит» А. Тер-Гевондяна (1948).
- Две песни Комитаса (1959).
- Две песни Саят-Нова (1959).

## Награды
- Заслуженный артист Армянской ССР (1953).
- Заслуженный деятель искусств Армянской ССР (1974).
- Орден «Знак Почёта».